# 兵頭一歩
兵頭 一歩（ひょうどう かずほ、1971年 - ）は、日本の男性アニメ脚本家、ライトノベル作家。大阪府出身。現在フリー。駒ヶ谷小学校、大阪芸術大学 映像学科出身。
以前はサンライズで制作進行の仕事をしていた。『勇者王ガオガイガー』では、担当した話に「兵頭一歩」というキャラクターまで登場。

## 参加作品

### アニメ
1995年
- 黄金勇者ゴルドラン（1995年 - 1996年） - 制作進行

1996年
- 勇者指令ダグオン（1996年 - 1997年） - 制作進行

1997年
- 勇者王ガオガイガー（1997年 - 1998年） - 制作進行

1999年
- ベターマン - 設定制作

2000年
- BRIGADOON まりんとメラン（2000年 - 2001年） - 設定制作

2001年
- スクライド - 設定制作

2003年
- 出撃!マシンロボレスキュー（2003年 - 2004年） - 脚本
- プラネテス（2003年 - 2004年） - 制作サポート

2004年
- SDガンダムフォース - 脚本
- DAN DOH!! - 脚本
- 機動戦士ガンダムSEED DESTINY（2004年 - 2005年） - 脚本

2005年
- ガン×ソード - メディアライター

2006年
- タクティカルロア - シリーズ構成・脚本（全話担当）
- 妖逆門（2006年 - 2007年） - シリーズ構成補

2007年
- おおきく振りかぶって - 脚本
- ガンダムクライシス - ストーリー

2009年
- Phantom 〜Requiem for the Phantom〜 - 脚本
- ハヤテのごとく!! - 脚本

2010年
- WORKING!! - 脚本

2011年
- 機動戦士ガンダムAGE - シリーズ構成補佐・脚本

2012年
- 這いよれ! ニャル子さん - 脚本

2013年
- THE UNLIMITED 兵部京介 - 脚本
- 這いよれ! ニャル子さんW - 脚本
- 世界でいちばん強くなりたい! - シリーズ構成（全話担当）

2014年
- ロボットガールズZ - シリーズ構成
- とある飛空士への恋歌 - 脚本
- 魔法少女大戦 - シリーズ構成・脚本（全話担当）
- ひめゴト - シリーズ構成・脚本（全話担当）

2015年
- それが声優! - 脚本

2016年
- ReLIFE - シリーズ構成・脚本
- 逆転裁判 〜その「真実」、異議あり!〜 - 脚本
- 美少女遊戯ユニット クレーンゲールGalaxy ‐ シリーズ構成・脚本（全話担当）

2017年
- AKIBA'S TRIP -THE ANIMATION- ‐ シリーズ構成・脚本
- 拡張少女系トライナリー - シリーズ構成・脚本（全話担当）
- バトルガール ハイスクール - 脚本

2018年
- キラッとプリ☆チャン（2018年 - 2021年） - シリーズ構成・脚本
  - みんなのいいねで何かが生まれる!?キラッとバーチャルライブ!!（2023年）
  - ハイスクール！キラッとプリ☆チャン

- PERSONA5 the Animation - 脚本

2019年
- 勇気の花がひらくとき やなせたかしとアンパンマンの物語 - 脚本
- 戦×恋 - 脚本

2020年
- はてな☆イリュージョン - 脚本
- トニカクカワイイ - シリーズ構成・脚本

2021年
- トニカクカワイイ 〜SNS〜 - シリーズ構成

2022年
- 遊☆戯☆王ゴーラッシュ!! - 脚本
- 新米錬金術師の店舗経営 - 脚本
- トニカクカワイイ 〜制服〜 - シリーズ構成

2023年
- スパイ教室 - 脚本
- トニカクカワイイ（第2期） - シリーズ構成・脚本
- トニカクカワイイ 女子高編 - シリーズ構成・脚本
- ダークギャザリング - 脚本
- BEYBLADE X（2023年 - 2024年） - シリーズ構成・脚本

2024年
- 結婚するって、本当ですか - シリーズ構成・脚本

2005年
- 未ル わたしのみらい - 脚本
- ウィッチウォッチ - 脚本

### 特撮
- 時空警察ヴェッカーシグナ（2007年、脚本）

### 舞台演劇
- 時空警察ヴェッカーサイト（2011年、脚本）

### ゲーム
- みずのかけら
- みずのかけら -once summer of islet- ORIGIN
- てんしのかけら the lost article of memory
- ゼノブレイドクロス（2015年）[11]
- ゼノブレイド2（2017年）
- ゼノブレイド3（2022年）

### 小説
- スクライド 新しき盟約（電撃文庫）
- スクライド・アフター（電撃文庫）
- スクライド・アフター 2（電撃文庫）
- スクライド・アフター 完全版（ホビージャパン）

この『スクライド・アフター』は2巻が2003年に発売してから3巻(最終巻）発売のアナウンスが一向に無く、立ち消えたものと思われていた。しかし、スクライド10周年プロジェクトに合わせて2012年3月10日に１巻・２巻を再構成したものに最終章を書き下ろしたスクライド・アフター完全版が発売され、10年越しの完結を迎えた。(2012年3月10日はスクライドオルタレイション後編 QUANの公開日であった）
- デンパ警察 浅墓ガクリ（メガミ文庫）
- ロボットガールズZ THE NOVEL〈チームZ〉爆誕篇（竹書房）
- THE IDOLM@STER 無尽合体キサラギ（一迅社）
- 境界戦機 フロストフラワー（月刊ホビージャパン）

### 漫画
- ガン×ソード（週刊少年チャンピオン、秋田書店） - シナリオ
- ひまわり 機動戦士ガンダム オリジナルサイドストーリー（集英社、藤原カムイ『COVERS』に収録） - 脚本

### その他
- ボイノベ『無尽合体キサラギ』 - 作[12]